# オートバイ
オートバイとは、原動機を搭載した、主に二輪車を指す和製英語である。
日本では他に自動二輪車（じどうにりんしゃ）や単車（たんしゃ）やバイク (bike) も同じものを指す。また、車検の必要の無い排気量125cc以下の原動機付自転車をミニバイクと称することもある。
英語圏ではmotorcycle（モーターサイクル）またはmotorbike（モーターバイク）、短く表現する場合はmoto（モト）などとも呼ばれる。
原動機付二輪車の構造を流用して製造された、三輪以上の乗り物（トライクや全地形対応車など）も、オートバイの一種に含められる。

## 概要
2つの車輪を前後に配置して、ガソリンエンジンや電気モーターといった原動機によって走行する乗り物を指す。自転車に原動機を備えたもので、原動機の動力のみで走行することができるものも含めてこのように呼ぶこともある。
基本的には二輪のものを指しているが、サイドカーを備えて三輪になっているものや、エンジン付き二輪車をベースにして開発・改造されてできた三輪車（及び、時に四輪や一輪）も広義の「オートバイ」に含める場合がある。
呼称
オートバイという呼び方はアメリカ英語「autobike」に由来する和製英語である。1902年（明治35年）にアメリカ合衆国からエンジン付き自転車「トーマス」が輸入された当時は英語と同様に「モーターサイクル」と呼ばれていたが、1923年（大正12年）に月刊誌『オートバイ』が発売されて以来、「オートバイ」という呼び方が日本人に広く認知されるようになったという意見がある。

しかし、その一方で、日本では戦前にすでに「自動自転車」という呼称があった（『自動自轉車』奥泉欽次郎　極東書院　大正５年）。これは、Motor-Cycle や Auto-Bicycle の翻訳である。当時、アメリカのトーマス社の Auto-Bi （1900-1912）という製品名があったことは広く知られているが、Auto-Bicycle から cycle を取ったものである。逆に、Motor-Cycle は、Motor-Bicycle から bi を取った言葉で、どちらも当時からあったことがわかる。オートバイの黎明期であったことから、後に Motor-Cycle の方ががより普及して残ったのだろう。戦後の月刊『オートバイ』の別冊付録である「オートバイ用語辞典」（1958年１月号）には、「自動自転車であるからオート（自動）とバイ（ハイシクルのバイ）を結合して作った和製英語と見てよさそうである」という記述がある。さらに、『平凡社大百科事典』（1984年）には、「オートバイ」の項目に「＜オートバイ＞の名称は、登場初期のころ英語でオートバイシクルautobicycleと呼ばれていたのを日本式に略して生まれた日本語であり、」とも書かれている。よって、オートバイの語源を autobike としてよいのかという議論は以前からある。ちなみに、月刊誌『オートバイ』の AUTO-BY と表記する理由はわかっていない。
1. ↑  なお『大辞泉』では「ガソリン機関による動力で走る二輪車」とされたが、2012年時点ではガソリン機関だけでなく、モーターやガスタービンを動力とする製品も市販されている。
2. ↑  「自動二輪車」は日本の道路交通法での用語、呼び方。「単車」のほうは法律用語ではなく、（昭和時代の人々が好んで使った）日常語。
3. ↑  パリ・ダカールラリーを創始したフランス語圏の人々はmotocyclette（モトシクレット）やmoto（モト）と呼び、日常では一般に短くmoto（モト）と呼ぶほうが好まれ、現在のダカール・ラリー競技でも二輪車部門をmoto（モト）と分類している。
4. ↑  bi-cycle（バイシクル） の bi は２を指し二輪車のこと。なぜ、ことさら「二輪」を表現するかというと、オートバイの黎明期には、tri-cycle （トライシクル）三輪車、quadri-cycle（クオドライシクル） 四輪車というものが存在したので、それらと区別するためだった。よって、auto-bi は「自動二輪」とも翻訳することができるのだが、それを敢えて「自動自転車」と翻訳していたところに、翻訳者が自転車を意識していたという意図が表れているわけである。それを auto-by とすると、このby の意味が問われることになる。しかし、今のところ、この by を説明するものは明らかになっていない。月刊誌『オートバイ』が公表してくれることを期待している。

。
ただし日本語では、他に「自動二輪車」「単車」などとも呼ばれている。「バイク」とも呼ばれる。
なお前述の雑誌『オートバイ』に対して、ライバルとして月刊誌『モーターサイクリスト』が存在しており、かつては『モトライダー』『サイクルワールド』『ビッグバイク』『モトラッド』など、「オートバイ」以外の呼称を使用している専門誌も多数存在した。日本の法令では「自動二輪車」（や、原動機搭載と明らかに分かる文脈では「二輪車」も）が用いられる。自動車検査証において「車体の形状名」として登場するケースはある。
英語で単にbikeと言うと二輪車全般を指すものの、どちらかというと自転車（bicycle）の略語として使われる場合が多いという意見もあるが、1970年代頃はイギリスには『Bike Magazine』（1971年創刊）や『Classic Bike』（1978年創刊）、またアメリカ合衆国でも『Dirt Bike』(1993年創刊）や『Hot Bike』(1994年創刊）などの雑誌も創刊されており、加えてモータースポーツでもスーパーバイク世界選手権（1988年～）やAMAスーパーバイクといった大会名があることからも分かるように、1970年や1980年代でも「bike」という英語は「原動機搭載の二輪車」も「自転車」も、つまり両方を指していた。
「単車」はサイドカーを付けたものを「側車付き」と呼ぶのに対して、サイドカーを付けていないオートバイ単体を指す言葉として用いられていたが、サイドカーが希少なものとなった現在も「単車」という言葉が生き残っている。なお、中国語でも二輪車の意味で単車という言葉が存在する。川崎航空機工業のちに川崎重工業の二輪車部門（現・カワサキモータース）は、1987年5月の組織改正まで「単車事業部」と称していた。
自動二輪車については「原動機」を意味する「motor」を加えて「motorbike」、あるいは「motorcycle」と呼ばれることが多い。
オートバイとスクーターに関して、区別から包含関係への変化
なお1988年に出版された百科事典では「日本では…（中略）…、またスクーターはオートバイの範疇に含めないのがふつうである」と書かれたが、2012年時点では、様々な文献やメーカーのホームページにおいて、スクーターも「オートバイ」の範疇に含まれるように変化した、と指摘されている。
2012年時点で、日本のオートバイメーカーやオートバイ雑誌では、道路運送車両法で規定された排気量、道路交通法で規定された車両区分、免許区分、ギアシフトが自動か手動かによる区分などを用いてオートバイを分類し、「オートバイ」にスクーター類も含めることが一般的となっている。

## 普及
20世紀に自動車（四輪）と共にオートバイは個人の移動手段として大きく普及した。自動車は2010年には10億台が世界で保有されており、6.9人あたり1台の割合となっている。
オートバイの保有台数（2011年または2012年）は全世界で約2億から4億台と推定されており、中国に約1億台（1台あたり13人、以下同）、インドネシアに約7598万台（3人/台）、インド5192万台（20人/台）、タイ1924万台（4人/台）、台湾(中華民国)1514万台（1.5人/台）、日本1199万台（11人/台）、マレーシア1059万台（3人/台）、イタリア858万台（7人/台）となっている。台湾、インドネシア、マレーシア、タイは普及率が非常に高く道路はオートバイで溢れている。とりわけ世界人口の約35%を占めるインド・中国は人口超大国であってそれなりの台数となっているが、同時に国土も広大なので、東南アジアほどのオートバイ天国ではない。
オートバイは中国やインドでの保有率の向上が見込まれ、世界の保有台数は2010年の約4億台から2030年には9億台へ達すると推定されている。統計的にはインドと中国におけるオートバイの台数が突出して多い。インドや中国ではオートバイはほとんどが実用目的で使われている。
中国では1985年北京市政府が初めてのオートバイ禁止令を発表されており、2019年中国では約190の市からオートバイ禁止令が出ている。
先進国の台数は相対的に小さいが、高価格帯の車種も売れており、モータースポーツも盛んで、趣味や道楽として楽しむ人も多い。
インドや東南アジア諸国でも所得水準が向上しているので、富裕層や中産階級が単なる移動手段としてではなく趣味性の高いオートバイを購入するようになっている。日系メーカー各社もデザイン性を高めた製品を投入するようになっている。
2018年に新たに販売された自動二輪車は5736万台で、前年より約6％増えた（ヤマハ発動機による推計）。日本経済新聞社の推定による企業別シェア上位は、1位の本田技研工業（ホンダ）、3位のヤマハ発動機を日本企業が、2位と4-5位はインド企業（ヒーロー・モトコープ、バジャージ・オート、TVSモーター）が占めている。 

## 歴史

### 世界のオートバイ史
1863年にフランスの発明家のルイ-ギヨーム・ペローが蒸気機関を動力とする二輪車を考案して特許を取得し、1873年のオーストリアのウィーンで開催されたウィーン万博に出品したものがオートバイの原型といわれている。しかし、蒸気機関の時代から実用化されていた鉄道、自動車、船舶に対してオートバイや飛行機は常に動力を確保しなければ体勢を維持できないという共通の課題があり、活発な開発や運用がなされるのはゴットリープ・ダイムラーによって内燃機関の発明がなされてからのことだった。1883年に最初のガソリン機関の製作に成功、1885年に特許取得、1886年に実地運転に成功した。補助輪付きで、考え方によっては四輪車とも呼べる車体に搭載されたエンジンは、縦型シリンダー、F型配置のバルブ、自動負圧式吸入バルブ、熱管型点火装置といった技術が用いられており、それまでは高性能なガス・エンジンなどでも毎分200回転程度であった回転数を、一挙に4倍の毎分800回転程度まで引き上げた。この排気量260cc、4ストロークのエンジンは、出力0.5ps、最高速度6-12km/h程度のものであった。また、当時は二輪車（自転車）の技術開発がオートバイの開発に先駆けて活発であって、車体構成の基礎技術であるスポークホイール、チューブタイヤ、ベアリング、チェーン、スプロケットやハンドルといった技術が完成の域に達していて、それがそのまま転用できた。さらに、人がまたがって搭乗するので基準値を算出しやすく、車体設計の方針が定めやすいといった点がオートバイの開発進度を速める上で非常に有利にはたらいた。
20世紀初頭のアメリカでは、マーケル、ポープ、カーチス、ミッチェル、ワグナー、オリエント、ローヤルなどといったオートバイメーカーが存在し、これに少し遅れてハーレー、インディアン、リーディング・スタンダード、ヘンダーソン、エキセルシャー、エースなどといったメーカーが創立された。現存するメーカーによる製品の例としては、1903年、ウイリアム・ハーレーとアーサー・ダビッドソンによって創業されたハーレーダビッドソン社が発売した、自転車にエンジンを搭載したモペッドがなどが挙げられる。
開発が活発に行われていたオートバイに対して、同時期に発生した飛行機の技術開発は、同1903年、ライト兄弟によって動力飛行に成功してからも産業にまで拡大されるには更なる時間を要した。飛行機の黎明期にあっては、航空機に必要とされる小型、軽量なエンジンという条件は、鉄道や船舶など小型化より高出力を優先する内燃機関とはコンセプトが異なっていたので、同様に大型化が難しく、先んじて開発が進んでいたオートバイの技術から転用されるものが少なくなかった。なかには、フランスのアンザーニ社などオートバイの製造を行っていた企業の中に航空機エンジン開発に着手するものも現れた。アンザーニ社が開発したW型三3気筒エンジンは、出力25ps、パワーウェイトレシオ2.5ps/kgを発生し、これを積んだブレリオ単葉飛行機は1909年にドーバー海峡横断に成功した。1907年には競技会としてマン島におけるオートバイレースが開催されており、そこではデイ式2ストローク機関エンジンの小型化に適した特性を利用したスコット式2ストロークガソリンエンジンを搭載したオートバイが4ストロークエンジンと並んで注目を集めた。
飛行機に先んじて開発が行われていたオートバイであったが、直後に発生する第一次世界大戦（1914年-1918年）において飛行機の有用性が認識され、国家規模でこの開発が行われるようになったために、その立場を逆にする。オートバイから転用された諸々の技術は、それを下地として飛行機の分野で技術革新が行われ、以降レシプロエンジン開発の花形は動力をジェットエンジンに移行するまで飛行機であり、逆輸入されるような形でオートバイに再転用されることとなった。
それまでのオートバイは、アメリカのブリッグス・ストラットン社が開発したスミスモーターという自転車に装着する動力装置のような機構が簡便さから一定の評価を得ていたが、車軸に対して推進装置がずれていることや部品精度が低いために、速度が上がるとハンドルが揺れだすといった状況であった。始動を容易にするために圧力を開放するデコンプレッサーが装着されているなど、快適性に対する試行錯誤はみられるものの、始動方式は押しがけでクラッチや変速機、フロントブレーキも装着されていなかったので、運用や転倒せずに走行するには乗り手に高い技術が要求された。また、キャブレターは布にガソリンを染み込ませ、そこを空気が通ることによって混合気を作るといった非常に原始的なものであった。加えて、メーカーによる独自規格が乱立し、操縦方法の違いが顕著であった。代表的な例ではアメリカのハーレーとインディアンの間では同じ動作をするための装置が左右逆に装着されているなど、他社製品を操作するためにはまた新たな技能習得が必要であった。
第一次世界大戦では、オートバイは戦闘に従事する各国軍隊において通信や斥候用として運用された。これに加え、敵陣に乗り込むために鉄板などで周囲を覆った装甲オートバイも考案された。しかし、オートバイの装甲化は小回りがきくオートバイの利点が重い装甲によって失われた上、敵の重火力にはあまりにも脆弱だったので早々に断念され、兵器として発展することはなかった。なお、同様の発想に基づくオートバイの兵器化は、約100年後にロシア軍がウクライナ戦線で再び試みるが成功するには至らなかった。第二次世界大戦（1939年-1945年）では、オートバイはサイドカーを付けた将校の移動手段や、偵察部隊などの機動部隊の装備として利用された。
第二次世界大戦後には、日本で航空機などを製造していたメーカーがオートバイ製造に参入し、コストパフォーマンスの高い製品を輸出して市場を拡大した。特にアジア圏では商用の低価格モデルを中心にシェアが高い。ヨーロッパの伝統的なブランドは趣味性の高い高級路線にシフトすることで棲み分けを図ったが、日本メーカーが高性能モデルを発売したので競合するようになった。
中国では国内に多数のメーカーが存在し、庶民の乗り物として自転車と共にオートバイが利用されていたが、近年では環境規制の強化によって排出規制が厳格化され、ガソリンエンジンを搭載したオートバイの保有・乗入れが禁止された都市「禁限摩」の指定が増えている。上海市などの大都市ではガソリンエンジンを搭載するオートバイはナンバープレートの発行に450万円という懲罰的な金額が課されることや、電動オートバイや電動自転車のレンタル・充電設備が各所に設置されていて利便性が高いので、都市部では電動化が事実上完了している。
韓国の都市部では、道路事情や運賃の低いバス路線が発達しているので、オートバイは市民の移動手段としてはほとんど用いられないが、普通自動車の運転免許で125ccまで運転できるのでアルバイト配達員がオートバイでデリバリーする文化（ペダル文化）が発達しており、日本製のオートバイが多く利用されている。国内メーカーはデーリムモーターとS&Tモータースの2社が大手であるが、日本をはじめとした輸入車のほうがシェアが高い。
2020年代には世界的な環境規制の強化によって電気自動車が普及すると予想されており、オートバイでも電動化が進んでいる。

### 日本のオートバイの歴史

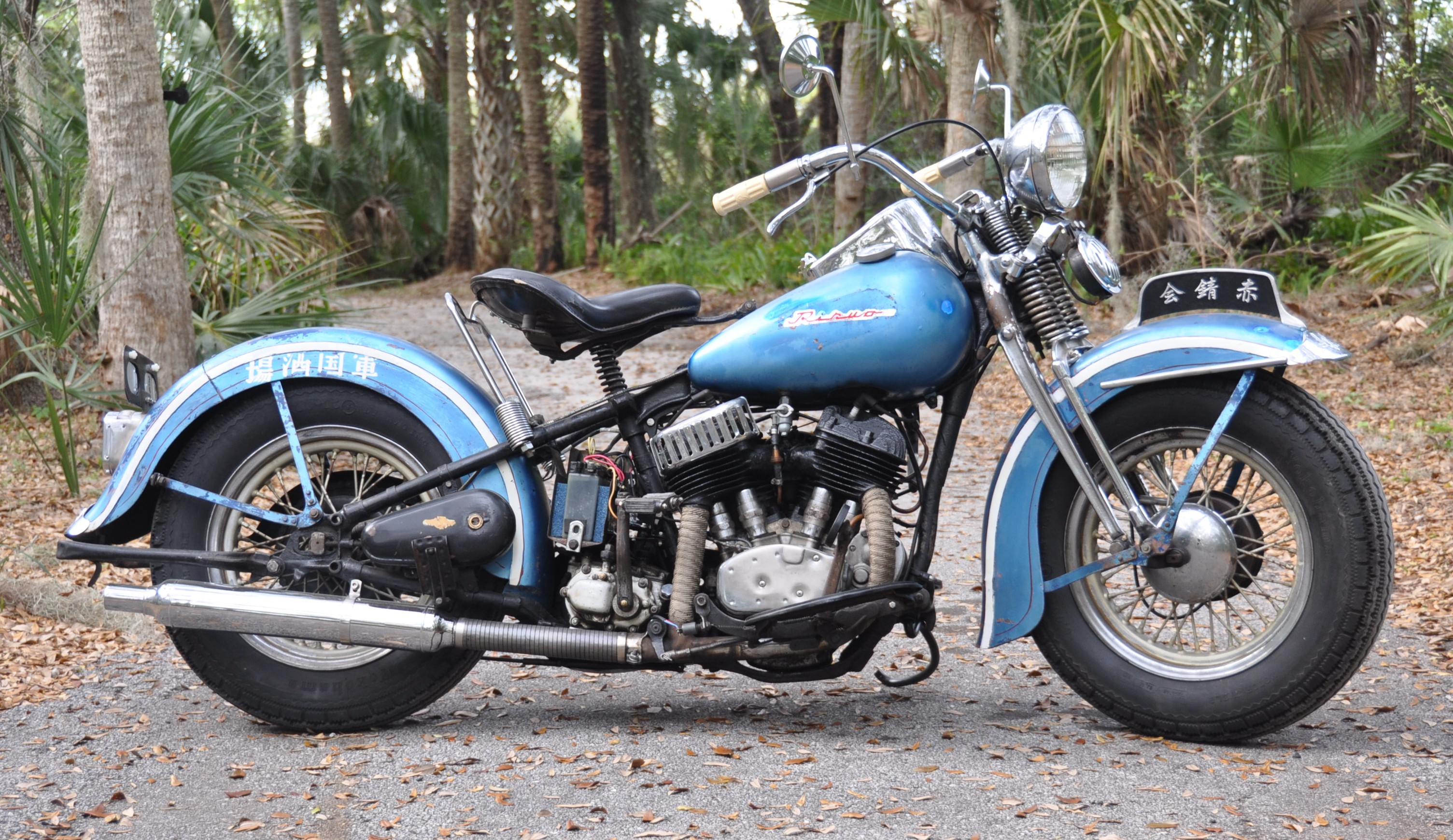
三共によって生産されていた「陸王」

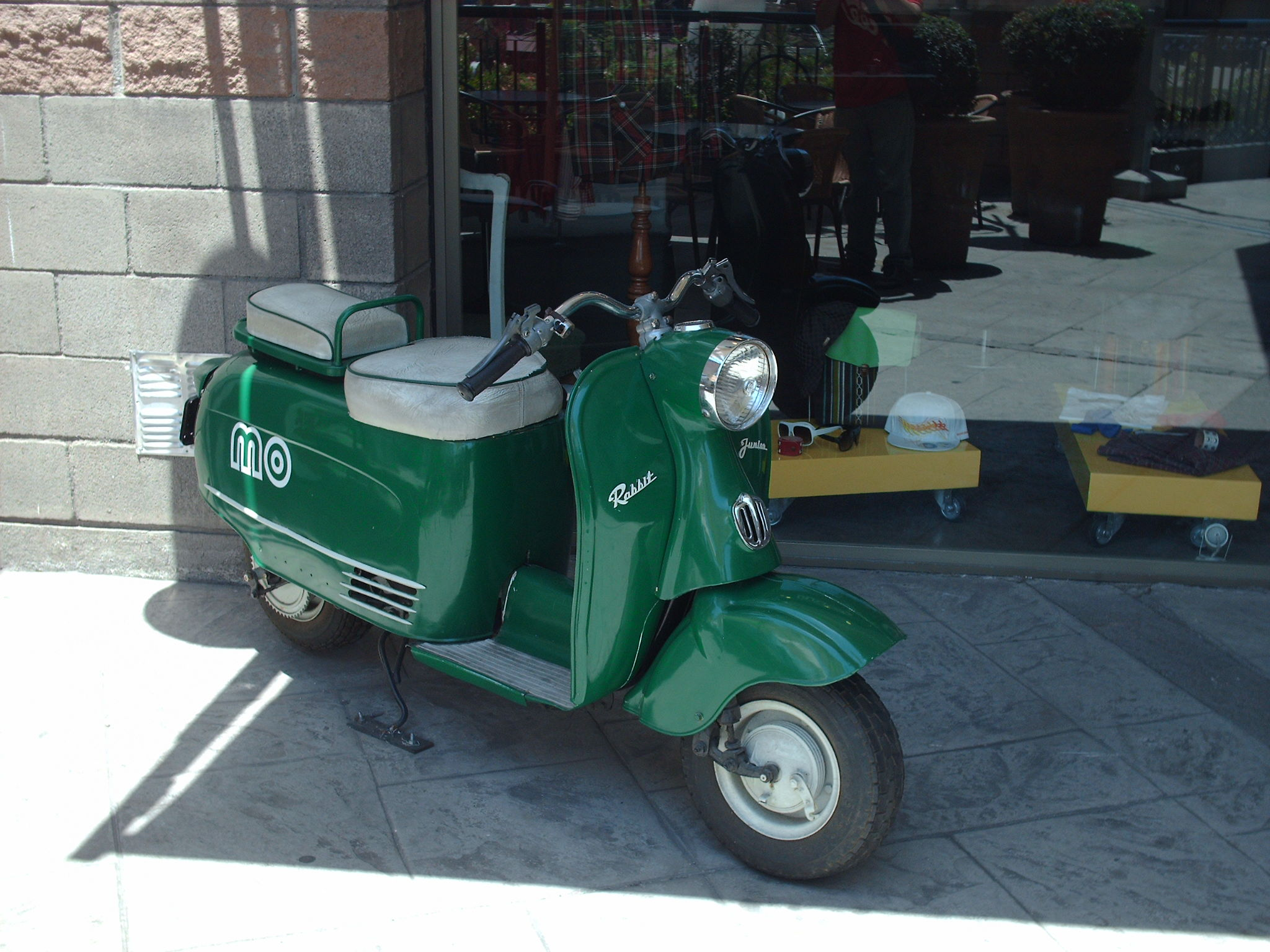
富士産業が戦後まもなく生産したラビットスクーター

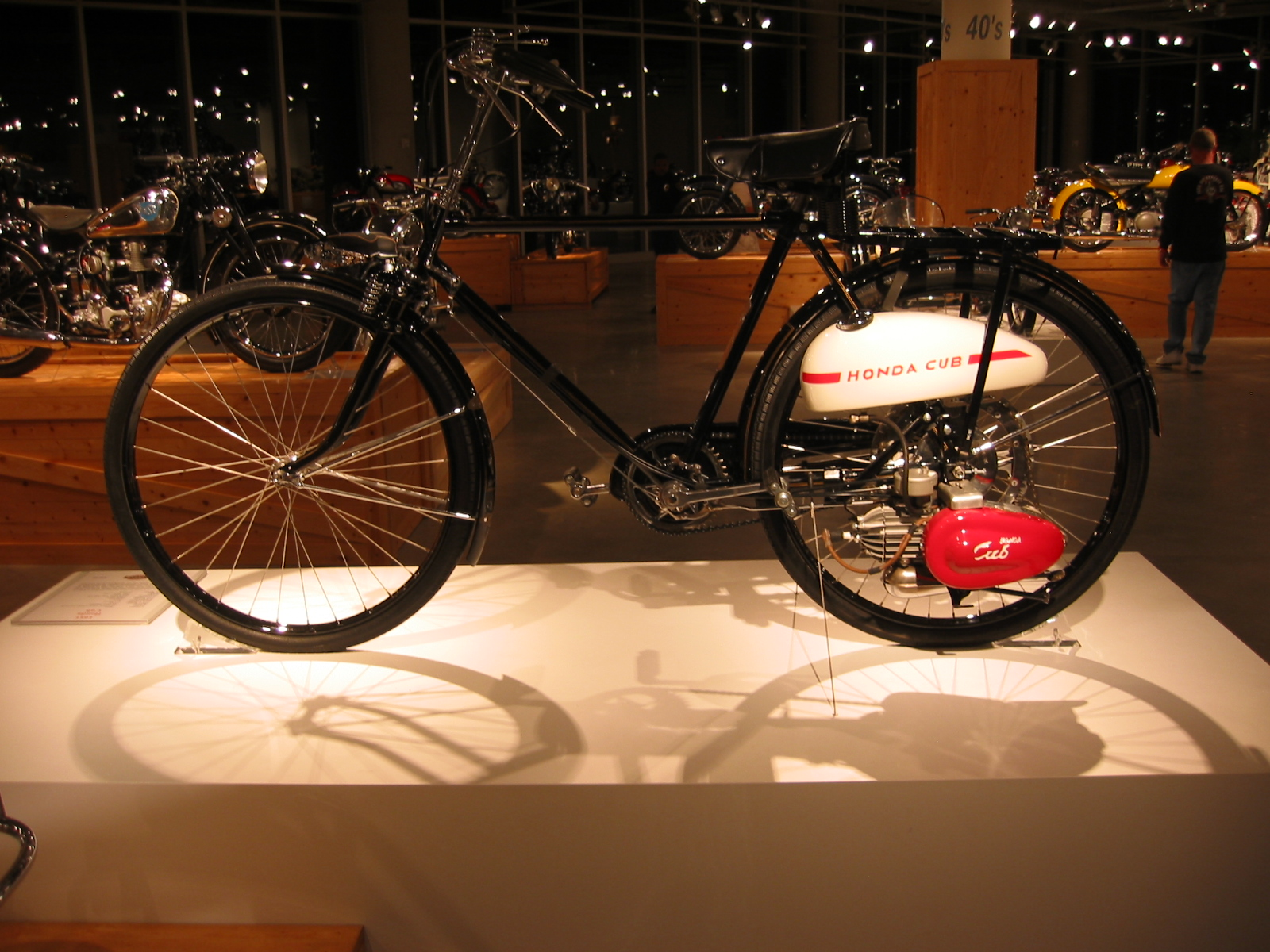
カブF型

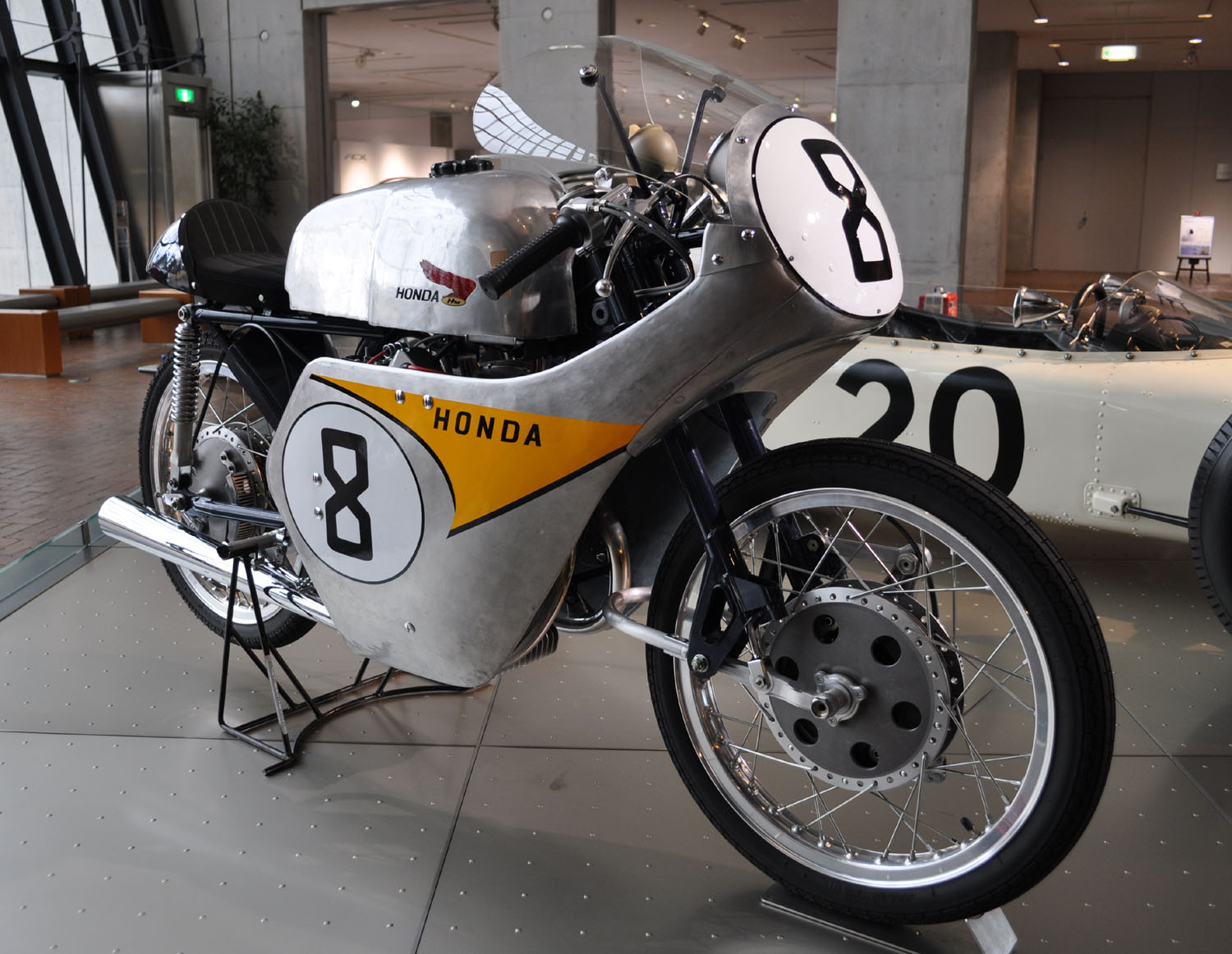
日本のオートバイが世界に通用することを証明したホンダ・ロードレーサー RC142

日本における最古のオートバイの記録としては、明治維新による近代化が推し進められる中で、1898年（明治31年）に紫義彦が組み立て、製作した車輌の写真が残されているが、明治期にはオートバイは道楽といった認識で、富国強兵の国是の下に国産化の進められた他の産業に比較すると特別な注力がなされることはなかった。そのため、わずかながら人の目に触れるようになりだしたオートバイはほぼ全てが輸入車であり、開発や製造は個人で小規模に行われるにすぎなかった。
1909年（明治42年）に島津楢蔵が初の国産車であるNS号を製造。その後、1910年（明治43年）に山田輪盛館（ドイツのNSU製品の輸入販売）や山口勝蔵店（イギリスのトライアンフ、アメリカのインディアンの輸入販売）といったオートバイ専門輸入商が創立され、1917年（大正6年）に大倉商事がハーレーの輸入を開始した。その後、島津楢蔵はいったん航空業界に転身し、9気筒回転型空冷80馬力エンジンを帝国飛行協会でのコンテストに出品して1等を受賞するなどの実績を残した。三井物産で取締役を勤めた山本条太郎により、その当時の航空事業はもはや個人に運営できる規模で太刀打ちできる産業ではない、といった助言を受けて自動車学校を設立するも、大阪府に総台数200台の時代にあって4年間で300名のエンジニアを輩出するなど迷走し、自動車学校は1922年（大正11年）に閉鎖の憂き目にあう。こうした紆余曲折を経た後にオートバイ開発に復帰し、航空業界で培った技術を応用したエーロ・ファースト号を3年後に完成させる。搭載された633cc、4ストロークサイドバルブ単気筒エンジンは6.5ps、最高速度40km/hを実現した。このまま事業化を画策していたが、世界情勢の悪化やニューヨーク株式市場の暴落に端を発する世界恐慌の不況による影響から計画は難航し、1930年（昭和5年）には廃業を余儀なくされる。結局、日本で初めてオートバイの量産、商品化が実現されるのは1933年（昭和8年）のアサヒ号A型であった。この車両は1914年（大正3年）に宮田製作所が製作し、一部が「黒バイ」として警察に納入されていた車両を発展させたもので、2ストローク175cc、単気筒エンジンを搭載し最大出力は5psだった。翌年1934年（昭和9年）に増加試作13台、翌々年1935年（昭和10年）4月から量産体勢に入り、販売価格は標準品340円、特級品370円で、生産量は1937年（昭和12年）から1939年（昭和14年）の期間に月産150台を製造していた。
以後、第二次世界大戦下の日本で「陸王」のみが生産されるようになるまでには、「陸王」の他に「アサヒ号」「JAC号」「SSD号」「あいこく号」「キャブトン」「リツリン号」「くろがね号」「メグロ号」などが存在していた。
戦況の長期化、悪化によってオートバイ産業は軍需品の製造に転換せねばならなくなり、陸王内燃機だけがオートバイを製造していた。同社は三共の系列企業であり、1931年（昭和6年）にハーレー・ダビッドソンの輸入販売業として設立された。その後、国産化の流れの中で同社の専務を務めた永井信二郎は生産体制を確立するためにアメリカ、ミルウォーキーのハーレー・ダビッドソン工場へ設備調達のため渡米する。本国アメリカからエンジニアを招聘し、100名程度の従業員や機械設備を整えて、1935年（昭和10年）に自社生産のハーレー・ダビッドソンが品川工場で初めて完成した。陸王の名称の由来は永井信二郎の母校である慶應義塾大学の『若き血』のフレーズ「陸の王者」にちなんでつけられたという。しかし次第に十分な資材確保も難しくなり、1937年（昭和12年）頃から製造を行っていた帝国陸軍用の九七式側車付自動二輪車は1943年（昭和18年）には月産90台程度製造されていたが、戦争末期には月産50台に減少した。
第二次世界大戦終戦後、日本の軍用機や軍用車を製造していた企業がアメリカ軍を中心として連合国軍の占領政策を実行したGHQ（SCAP）によって航空機や自動車の製造を禁止され、所属していた技術者達はその技術を活かす場を求めていた。一式戦「隼」や四式戦「疾風」といった陸軍機で知られる中島飛行機を源流に持ち、戦後に解体、平和産業へ転換させられた富士産業(後のSUBARU)もその1つであったが、1945年（昭和20年）当時、日本に駐留していた連合軍が持ち込んだアメリカのパウエル式やイギリスのコルギ式といったスクーターの簡素な車体が、材料が十分に確保できない状況で作れる製品として富士産業の技術者関心を集め、規制の緩かったオートバイ業界へ技術者が流入し始めたためである。しかしながら敗戦後間もない日本国内では開発は始まったものの材料不足でさらに材料調達自体がほぼ不可能に近いという状況は非常に深刻で、一時は海軍機である「銀河」の尾輪をタイヤに転用したり、ピストン周辺はダットサンの部品を流用したりするなど、新規に部品すら製造できない状況の中で試作品は作られた。1946年（昭和21年）の夏に試作機が完成し、同年11月からラビットスクーターS1として発売された。定価は11,000円程度であった。これは交通の不便な終戦直後にあって歓迎され、月産300台から500台程度生産されることとなった。
それから半年後、旧三菱重工業系の中日本重工(実質後の三菱自工)はアメリカのサルスベリー式をモデルにシルバーピジョンを開発し、これら2台が終戦直後の日本製スクーターの双璧となった<。ラビットが好調な売れ行きを見せ、戦前のオートバイメーカーも製造再開を目指す中、1948年（昭和23年）に発足した日本小型自動車工業会によりGHQや官庁との交渉を経て様々な規制撤廃に成功し、オートバイ産業が有望であるとの認識が広まり、新規参入するメーカーも多く現れた。新明和興業、昌和など名前を残す企業も存在したが、社名を掲げながら実状としては自転車屋の軒先で月に数台製造する程度の個人店も多かった。1953年には113社が参入して製造会社数の全盛期を迎えるが、1955年の経済不況に直面すると既存のメーカーを含む137社が撤退。技術力と資金が伴わない業者は一気に淘汰された。
一方、スクーターが高額で購入することができなかった層を中心に自転車用補助動力、バイクモーターの需要が高まり、みづほ自動車製作所がビスモーターを発売し、本田技研工業は日本陸軍払い下げの軍事無線機用小型エンジンをベースに開発を重ね、後にホンダ・カブF型（通称「バタバタ」）を1952年（昭和27年）に発売する。こういったバイクモーターの流行に商機を見出し、スズキもオートバイ製造を開始した。
群雄割拠の時代にあって名前を売るにはレース活動が典型で、1950年（昭和25年）頃に復活し始めたレースはこういったメーカーの競争の場として利用されるようになっていった。当時はオートレース場は存在していたがサーキットは存在せず、レースは最初は競馬場や運動場、のちに公道で行われるようになっていった。まず口火を切ったのは1953年（昭和28年）3月21日に行われた名古屋TTレース、浜松静岡間レース、富士山本宮浅間大社から富士宮登山道を2合目まで走破する富士登山レース、そして国内レースの最高峰として浅間火山レースなどが行われるようになった。戦中に戦闘機用プロペラなどを製造していたヤマハは設備の平和的な利用方法としてオートバイ製作に着手、後発メーカーである知名度の低さをこうしたレースで高めようと、YA-1を浅間火山レースへ参加させ、125ccクラスで上位を独占するといった功績を残した。こうしてレース活動が熱を帯びるにつれ、高速走行に適さず、指示標識も足りない不十分なコースや警察との連携不足が問題になり、専用のコース新設を求める声に応える形で浅間高原自動車テストコース開設へと業界は動き出した。当時の国産車を見るとホンダ・カブF型で50cc1ps/3,500rpm、シルバーピジョンは150cc3馬力、対するドイツ製オートバイ、クライドラーK50は50ccで2.5ps/5,000rpmを発揮、国産オートバイに対し海外製オートバイの性能は圧倒的で、こうしたレース活動は名前を売る目的のほか、海外のオートバイに追いつく技術開発を進める場としても活躍した。
こうしてオートバイは単なる移動手段ではないという認識が広まりだすと、当時の好景気と相まって消費者による峻別が始まった。三種の神器と呼ばれる電化製品が家庭に広がりを見せる中、最低限の移動手段として提案されたバイクモーターの需要はなくなり、これらの製品を主として製造していたメーカーがまず打撃を受けた。あるいは戦前と戦後でオートバイの流行が大きく変わったことも影響は大きく、戦前においてはアメリカンが人気であったが、戦後になりイギリスやドイツなどの車両が人気となり、戦後勃興したメーカーに比べ、戦前から存在したメーカーほどこの流行を捕らえた車両開発に取り掛かるのが遅れた。また、当時の流行であったトライアンフやDKWなどのヨーロッパ製車両の外観は模すものの、ただ鈍重なだけで走行性能の伴わない車両を製造していたメーカーは、レースにおける実績に裏づけされた車両と比べて選ばれることはなかった。加えて、戦後の統制下であっても自分達の技術や設備を行使できる分野として、規制が緩かったためにオートバイ産業を選んだメーカーには、統制が解かれたことや好景気を受けて、本業に復帰、あるいは他の産業に商機を求めて転業する企業も少なくなかった。目黒製作所が1960年（昭和35年）に業績悪化から川崎航空機工業との提携を行うものの改善せず、1964年（昭和39年）にそのまま吸収される形で戦前から続いていた企業は全て消滅することとなった。
こうした過当競争は、販売車両の性能向上や量産体勢の拡大へとつながっていく。1958年（昭和33年）に発売されたスーパーカブは対抗車種が2.5ps程度の時代に空冷4ストロークOHV49ccエンジンから4.5psを発揮し、なおかつ55,000円の低価格で、当時の事業規模を大きく変えるほどの月産5万台を標榜し、業界の構造を大きく変えた。他の有力メーカーは同価格帯で対抗車種を販売し、対抗しうる性能や販売体制を実現できない企業は撤退を余儀なくされた。1959年（昭和34年）、この勢いそのままに、ホンダは独自の精密加工技術を生かした並列多気筒エンジンを採用してマン島TTに参戦し、1961年（昭和36年）に優勝を達成する。外国製オートバイの後塵を拝し続けてきた日本のオートバイが世界一になった瞬間であった。ホンダの偉業に負けじと国内各社も相次いでロードレース世界選手権へ参加を始め、日本車の国際舞台での勝利が常態化する。翌1962年（昭和37年）に国内初の全面舗装のサーキットとして完成した鈴鹿サーキットでロードレース世界選手権が開催され、この年のマニュファクチャラーズ・ランキングでは5部門中4部門を日本勢が制する。こうした権威あるレースでの実績は日本製オートバイの輸出を推し進め、日本はオートバイ大国の仲間入りを果たした。
| 年度          | 生産台数  | 輸出台数  | 輸出比率 | 輸出金額  |
| ------------- | --------- | --------- | -------- | --------- |
| 1963 (昭和38) | 1,926,970 | 400,385   | 20.8     | 69,308    |
| 1964 (昭和39) | 2,110,335 | 592,739   | 28.1     | 101,630   |
| 1965 (昭和40) | 2,212,784 | 868,754   | 39.3     | 163,033   |
| 1966 (昭和41) | 2,447,391 | 976,360   | 39.9     | 180,358   |
| 1967 (昭和42) | 2,241,847 | 944,168   | 42.1     | 143,406   |
| 1968 (昭和43) | 2,251,335 | 1,136,636 | 50.5     | 184,312   |
| 1969 (昭和44) | 2,576,873 | 1,298,866 | 50.4     | 230,902   |
| 1970 (昭和45) | 2,947,672 | 1,737,602 | 58.9     | 370,327   |
| 1971 (昭和46) | 3,400,502 | 2,278,513 | 67.0     | 569,028   |
| 1972 (昭和47) | 3,565,246 | 2,437,185 | 68.4     | 774,608   |
| 1973 (昭和48) | 3,763,127 | 2,492,147 | 66.2     | 958,394   |
| 1974 (昭和49) | 4,509,420 | 3,240,466 | 71.9     | 1,473,434 |
| 1975 (昭和50) | 3,802,547 | 2,690,801 | 70.8     | 1,241,415 |
| 1976 (昭和51) | 4,235,112 | 2,922,254 | 69.0     | 1,294,894 |
| 1977 (昭和52) | 5,577,359 | 3,916,197 | 70.2     | 1,966,411 |
| 1978 (昭和53) | 5,999,929 | 3,749,415 | 62.5     | 2,166,193 |

|                    |               |            |            |            |            |            |            |            |            |            |            |            |            |            |            |            |
| 輸出金額（千ドル） | 69,308        | 101,630    | 163,033    | 180,358    | 143,406    | 184,312    | 230,902    | 370,327    | 569,028    | 774,608    | 958,394    | 1,473,434  | 1,241,415  | 1,294,894  | 1,699,411  | 2,166,193  |
| 年度               | 1963 (昭和38) | 1964 (S39) | 1965 (S40) | 1966 (S41) | 1967 (S42) | 1968 (S43) | 1969 (S44) | 1970 (S45) | 1971 (S46) | 1972 (S47) | 1973 (S48) | 1974 (S49) | 1975 (S50) | 1976 (S51) | 1977 (S52) | 1978 (S53) |

しかし、モータリゼーションの到来とともに自動車が実用的な乗り物として普及すると、オートバイは一部の業務用を除いて趣味の乗り物として扱われるようになり、販売台数は頭打ちになった。1980年代前半になると、ヤマハが業界1位の座をホンダから奪おうとして、日本のみならずアメリカをも舞台にしてHY戦争が起きた。この競争のなかで、ラインナップが増えるとともに価格競争が進み、さらに1980年代後半からは好景気（バブル景気）も重なり、1990年代前半にかけて日本にバイクブームが訪れた。しかし、このバイクブームから暴走族が全国各地で増え、危険走行や騒音、交通事故が社会問題となった。それによって三ない運動に代表されるような「バイク=危険な乗り物・暴走族」という社会の認識が強くなり、バブル崩壊と共にバイクブームも急速に終息に向かった。
1990年代は東南アジアを中心とする発展途上国の市場が拡大し、2000年代には海外での日本国内向け車種の生産も増加した。
21世紀の国内需要は、原動機付自転車から四輪車への消費者のシフトや、都市部での路上駐車の取り締まり強化や排ガス規制強化、不況などに伴い、ピーク時に対して市場の大幅な縮小が起こった。また三ない運動の後遺症もしばしば言及されており、ホンダ社長八郷隆弘は、「82年には328万台だった日本の二輪車市場が、2018年には8分の1にまで減少した大きな要因として『三ない運動』が大きく影響している」と述べている。
2020年代頃より国内メーカーでは需要の減少や世界的な環境規制の強化に対応するため、電動オートバイの普及に向けて動いているが、電気自動車のような充電器の規格争いを防ぐため共通化など協調路線に動いている。
業界団体としては、日本自動車工業会（自工会）がバイクも所管するほか、バイクに特化した日本二輪車普及安全協会（二普協）がある。大手4社の国内販売台数は1982年の約328万台をピークに、2015年は約37万台に減った。このため業界団体や各メーカー、部品であるタイヤを製造するブリヂストン、中古車買い取り販売のバイク王&カンパニーといった流通企業は需要喚起に取り組んでおり、若者のバイク離れに歯止めをかけるためアニメ（『ばくおん!!』）のコラボも展開している。日本では8月19日が「バイクの日」とされている。
趣味の乗り物としての需要は減少したものの、配達業務での用途は依然として根強い。また、緊急時の機動性が見直されて、救急や消防での利用が新たに着目されている。

### オートバイ製造に携わった日本企業
日本のオートバイメーカーや工場は、戦後復興期に移動手段としての高い需要から、多くの零細企業が参入したが技術や価格競争の激化により大手メーカーが有利となり、零細のみらなず中小メーカーも消えていった。2025年現在では、
- 本田技研工業（Honda）
- スズキ（Suzuki）
- ヤマハ発動機（Yamaha）
- 川崎重工業（Kawasaki）

の4社に収束している。なお他に、
- フキ・プランニング
- CKデザイン
- メグム[39]
- ロデオ・マニュファクチャリング・インク[40]
- MSソリューションズ[41]
- ドリームトキ[42]

などが挙げられる。

## 基本構造
オートバイの構造は、その歴史のなかで様々な形態が現れ、変遷してきた。ここでは現在市販されている二輪のオートバイとして一般的なものを示す。したがって、いくつかの車種には例外があり、特に三輪のものについては構造が大きく異なる例もある。
オートバイの構成要素を機能で大きく分けると、フレーム、エンジン、クラッチ、トランスミッション（ギアボックス）、タイヤホイール、ブレーキ、サスペンションなどに大別される。
前後輪の役割としては前輪操舵・後輪駆動が一般的であるが、前輪が操舵と駆動の両方を担うものもある。エンジンの位置は前輪と後輪の間に搭載されるものが一般的である。前輪駆動のものはフロントホイール内（インホイールエンジン）やフロントフォークに搭載される。エンジンが発生した出力はまず1段減速された後に、クラッチを経て変速機に伝えられる。
運転操作は、右グリップがスロットル、右レバーが前ブレーキ、右ペダルが後ブレーキ、左レバーがクラッチ、左ペダルがギアチェンジという構成が現在では一般的である。ただし、イギリス車では伝統的に右足でギアチェンジ、左足で後輪ブレーキ操作を行う車種が多く、一時期は燃料タンクの左脇に手で操作するシフトレバーがある車種も多かった。
スクーターに関しては、構造や操作などに特徴がある。

### エンジン
エンジンは通常、車体フレームに固定されている（駆動輪と一体になっているスクーターなどはエンジンがスイングアームの一部となり可動する場合がある）。チェーン、または歯付ベルトドライブ（駆動）のものはクランクシャフトが車体進行方向に対して横向きに搭載される。このうち直列エンジンは、二輪車特有の表現である「並列エンジン」とも呼ばれる。一方、シャフトドライブの車種の多くは縦置きエンジンを採用している。
コスト削減やオートバイのキャラクターを維持するなどの観点から、キャブレター・空冷・2ストロークなどの四輪乗用車では失われた技術が、昨今の排気ガス規制の影響で以前よりは減少してはいるものの現在も改良を重ねながら採用され続けている。
2021年現在ではガソリンエンジンが主流であるが、電動機のみを搭載した電動オートバイ、また内燃機関と電動を組み合わせたハイブリッドシステム搭載モデルも販売されている。近年は水素燃料エンジンの研究も行われている。

### 駆動系

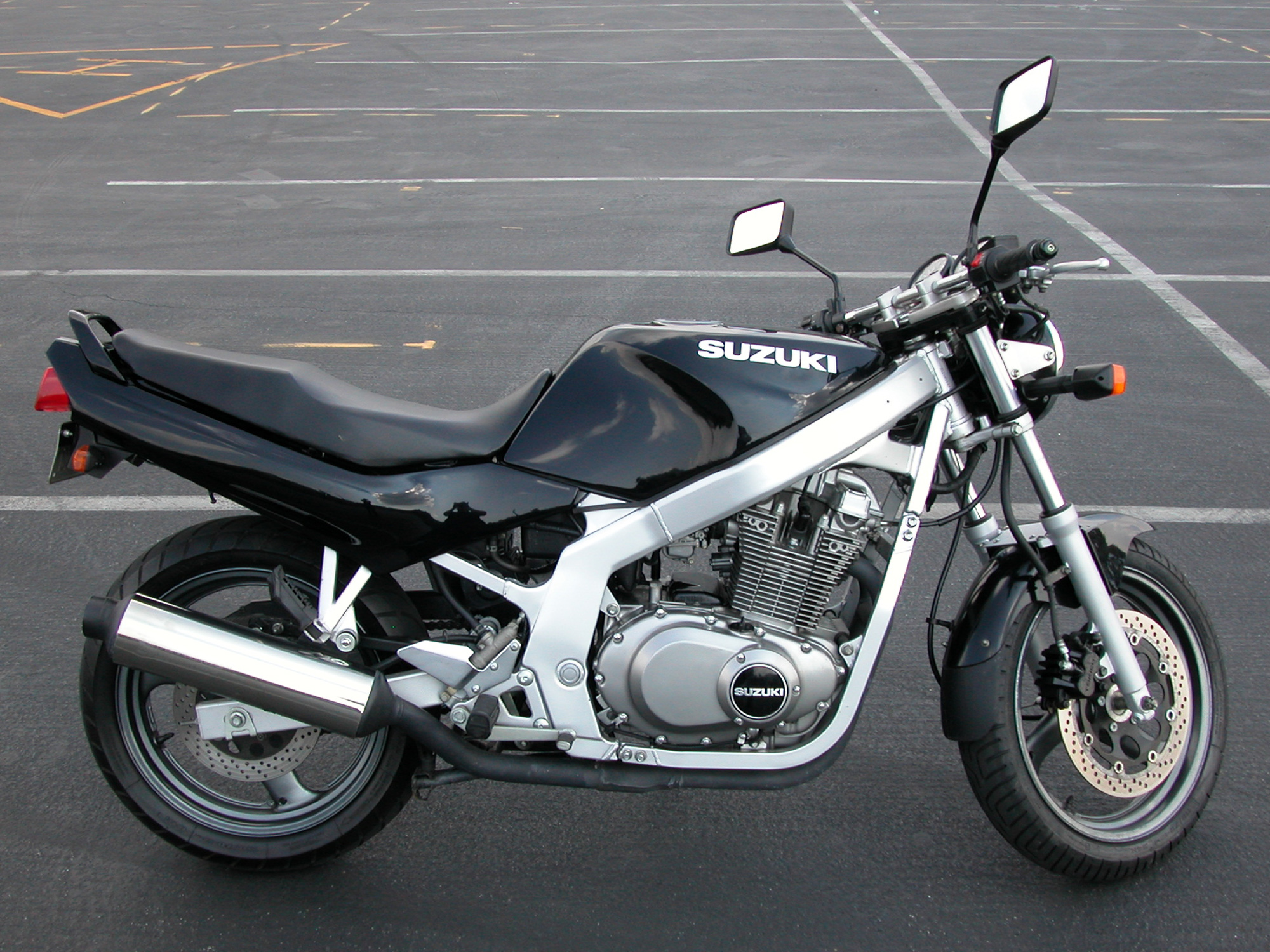
基本構造が分かりやすい例

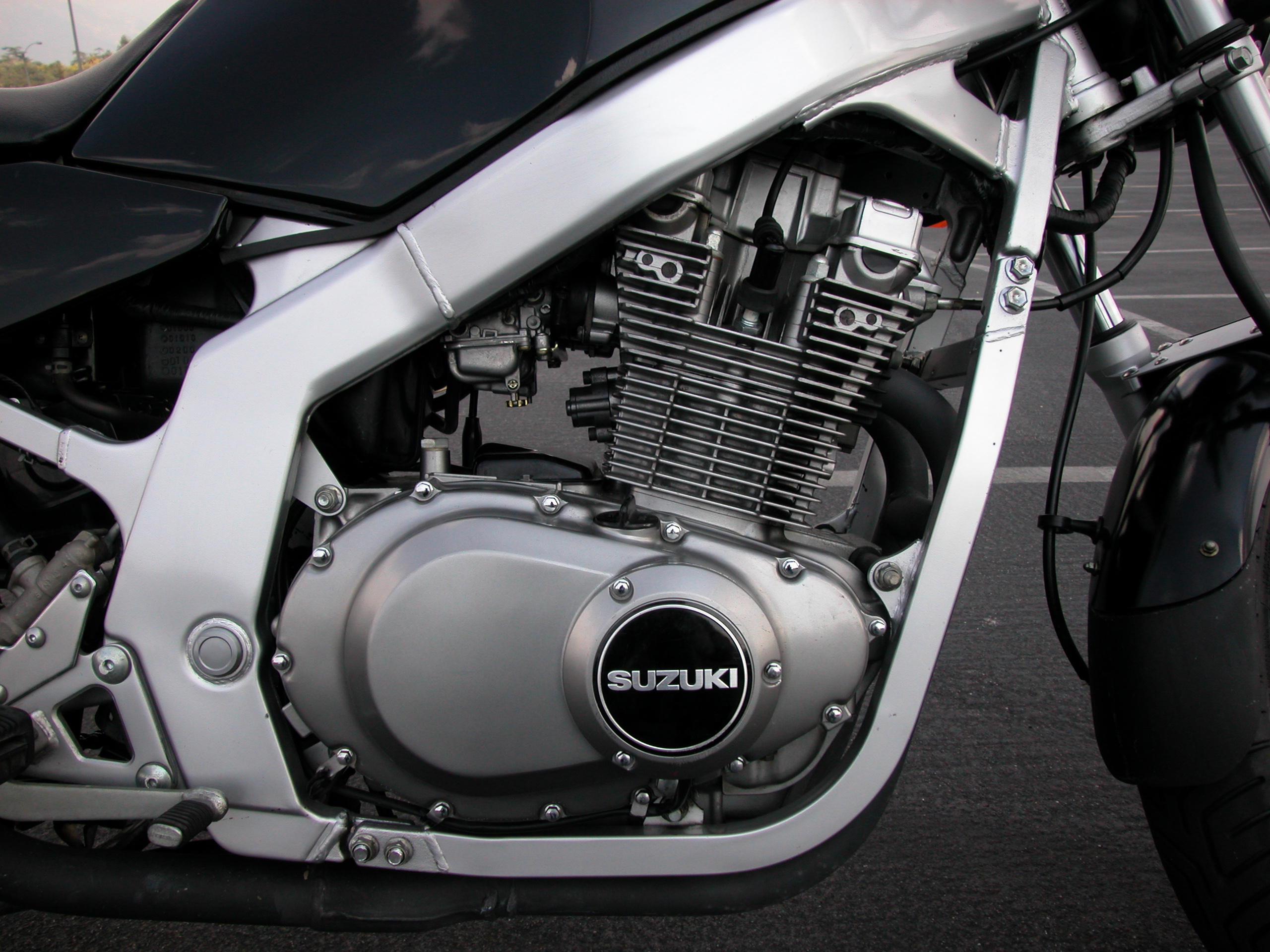
エンジンおよびトランスミッションケース、及びその周囲のフレームを示す。エンジンと一体となったトランスミッションケースがフレームに直接固定されている。写真のフレームはアルミ押出材のダブルクレードル形式

マニュアルトランスミッション車は運転者が速度や負荷に応じたギアの組み合わせを選ぶ機構で、マニュアル車やミッション車（しかしトランスミッションがないオートバイは通常ない）とも呼ばれる。クラッチの操作も必要となるが、トルクコンバーターを用いたものや、湿式多板クラッチなどを用いたオートマチックトランスミッション車がある。
クラッチは、エンジンオイルに浸されていて複数の摩擦面を持つ湿式多板クラッチの他、BMWの水平対向エンジン車やモト・グッツィなど、縦置きエンジンの車種で乾式単板クラッチ、競技車両やイタリアのドゥカティの一部では乾式多板クラッチ、また自動遠心クラッチなどが存在している。
オートバイのトランスミッションは、エンジンのクランクケースと一体になったケースに収められている場合が多く、4ストロークエンジンの車種ではエンジンオイルがトランスミッション（と湿式多板クラッチ）の潤滑を兼ねている。トランスミッションは4段から6段程度の変速段数を持つ車種が多い。
トランスミッションから車軸へ動力（トルク）を伝達する手段には、ローラーチェーン、プロペラシャフト（シャフトドライブ）、歯付ベルト（オートマチックトランスミッションを採用するオートバイ）などが使用される。

### 足回り
ホイールは、チューブレスタイヤを使用する車種ではアルミダイカスト製の「キャストホイール」を採用しているモデルが多い。一方、リムとハブをワイヤースポークでつないだホイールを採用する車種もある。
ブレーキには自転車同様のバンドブレーキやリムブレーキも当初見られたが、自動車と同じ仕組のドラムブレーキがそれらに取って代わった。ドラムに対するブレーキシューの向きで自己サーボ効果を発揮する方向が異なるため、フロントをツーリーディング、リアをリーディング&トレーリングとする組み合わせが多い。1970年代末にはスポーツ車からディスクブレーキが普及し初め、スポーツ車以外にも採用が広がっている。
サスペンションは、走行中に路面からの衝撃を吸収させ、車輪をつねに路面に接触させ、操縦性・安定性に寄与している。前輪はテレスコピックフォークがほとんどで、後輪はスイングアーム（もしくはユニットスイングアーム）が多い。

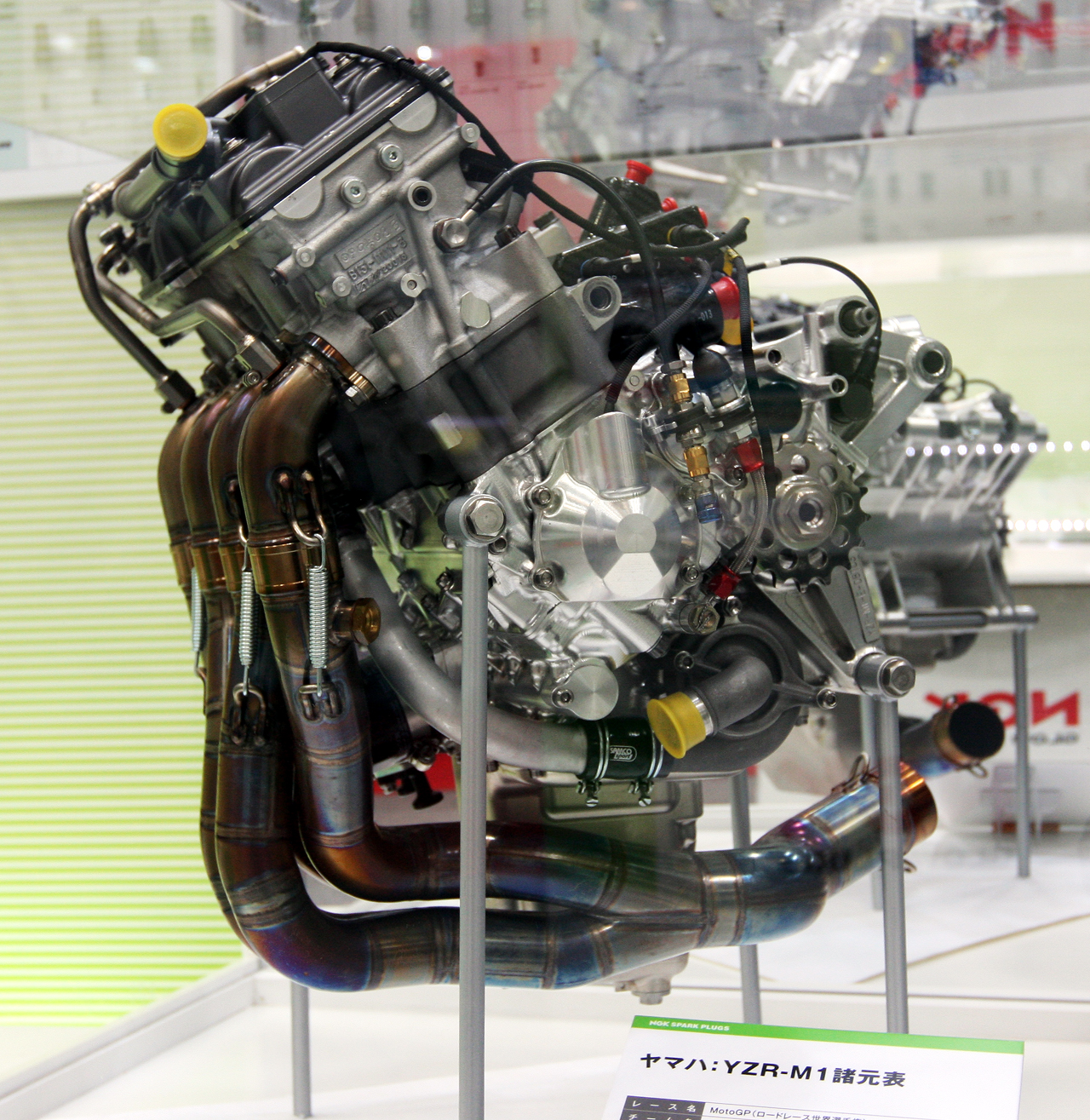
4気筒並列エンジン周辺
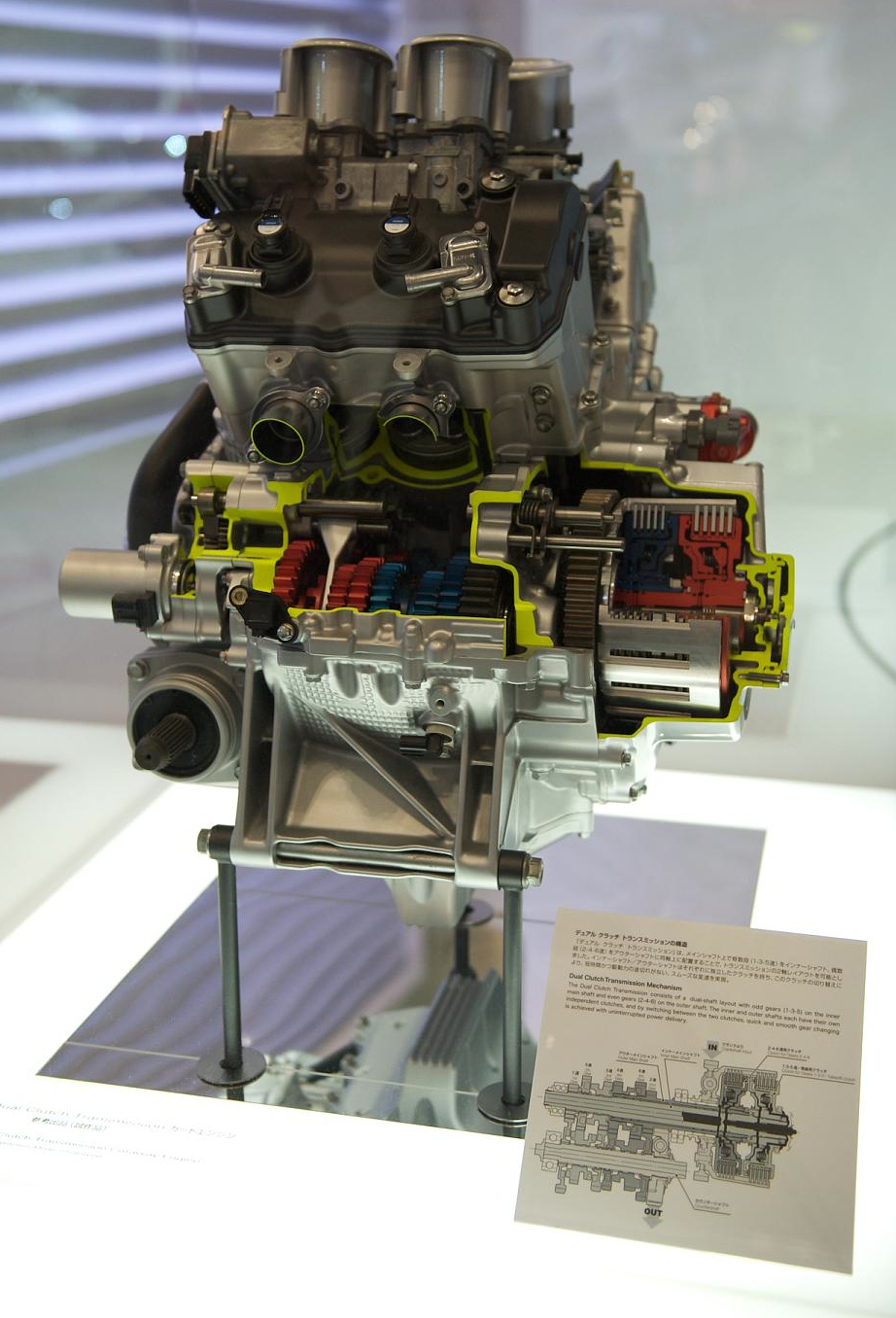
デュアルクラッチトランスミッションのカットモデル
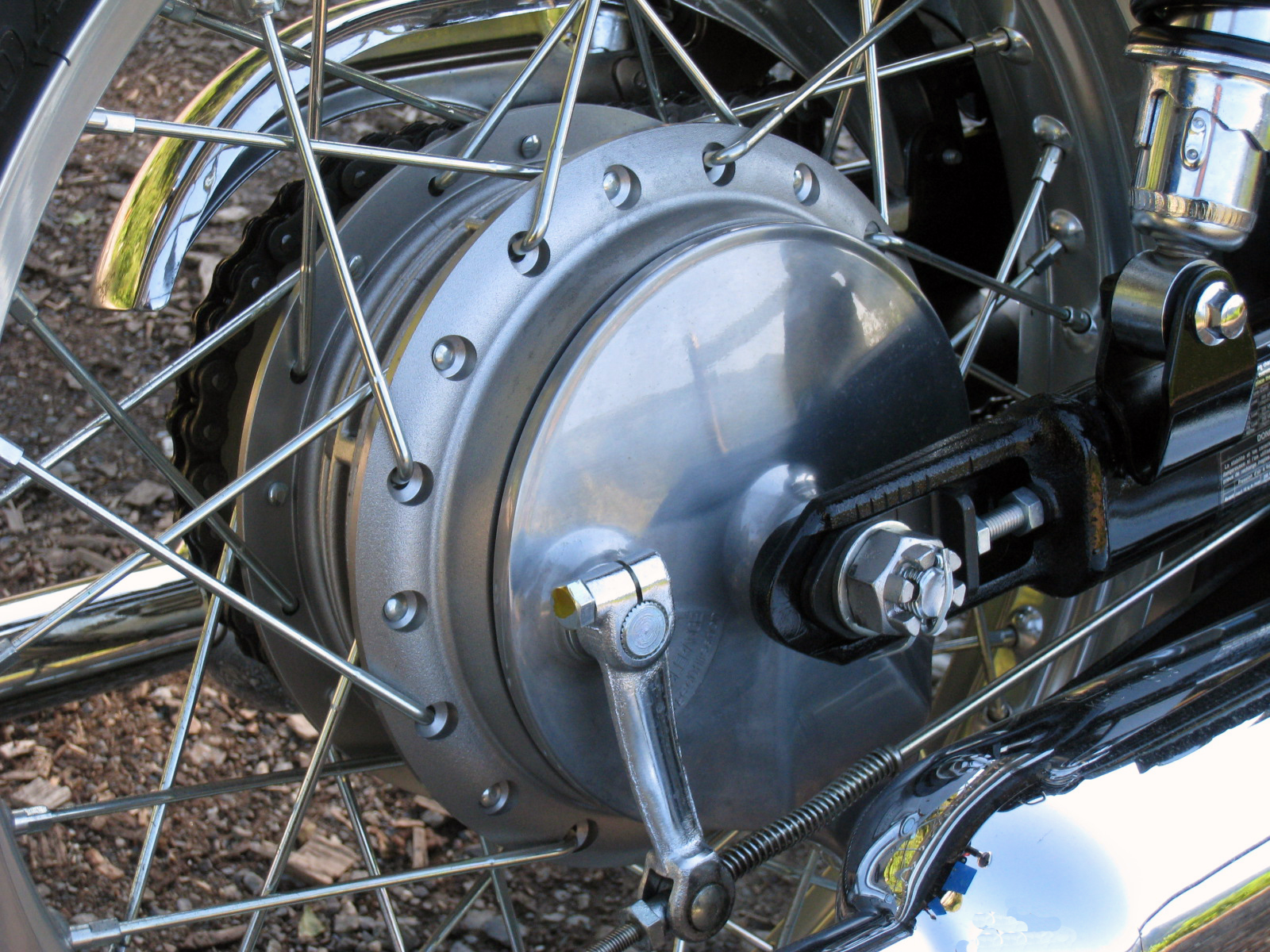
ワイヤースポークのホイール、ドラムブレーキ、スイングアームを採用した後輪周辺

## 種類
多種多様なタイプが存在するが、用途別としては、舗装路の走行に適したオンロードモデル、未舗装路の走行に適したオフロードモデル、市街地での使用を想定されたタウンユースモデル、その他の特殊なモデルなどに分類される。

## 法規
普通自動車の免許を取得する際、追加講習を受けることで小型自動二輪車相当の免許を同時に取得できる国もある。

### 日本
日本におけるオートバイに関する運転免許や交通規制などの法規則については下記の関連項目を参照。
- 高速道路でのオートバイの通行条件
- オートバイの二人乗り
- 大型自動二輪車、普通自動二輪車、小型自動二輪車、特定二輪車
- 原動機付自転車

自動車排出ガス規制については、1998年施行の平成10年排出ガス規制よりオートバイも対象となった。 
なお、オートバイは使用済自動車の再資源化等に関する法律（自動車リサイクル法）の対象外であるが、2004年10月から日本メーカ4社と国外製品の主要インポータ11社が自主的なリサイクルシステムを開始している。
主要インポータではハーレーダビッドソンジャパンのみ、この枠組みとは別に独自のリサイクルシステムを構築していたが、2022年2月からこの枠組みに参加している。一方で、インポータについては枠組みからの脱退が相次いでおり、2022年10月1日時点での参加事業者は国内4社とハーレーダビッドソンジャパン、ドゥカティジャパン、ビー・エム・ダブリューの7社となっている。

## オートバイの事故

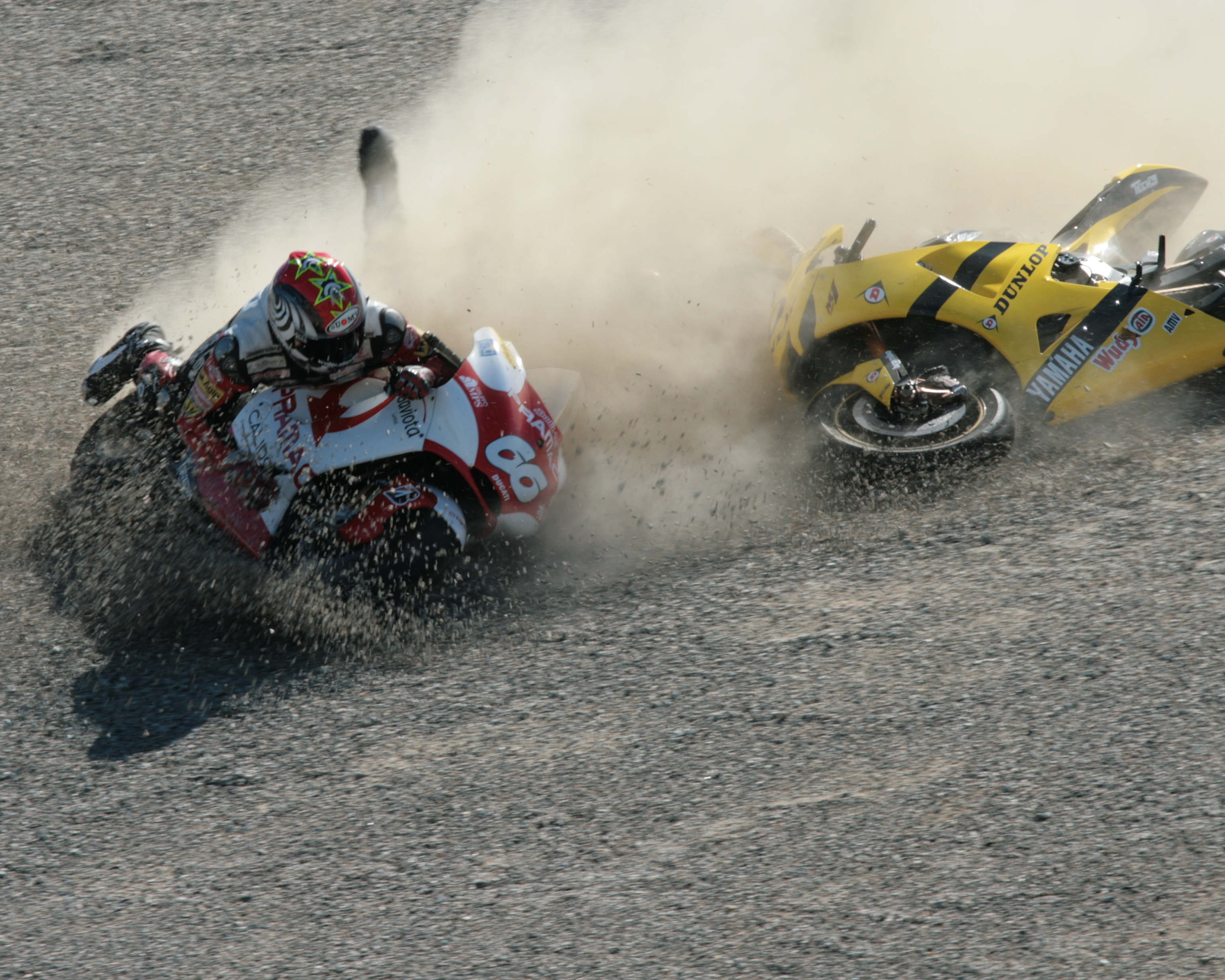
オートバイで転倒すると、なすすべもなく体は地面にさらされる。

オートバイ特有の車体構造により、交通事故の形態や発生する傷害は独特の性質を具える。
オートバイは自動車一般に比べると、乗員が車体構造で覆われておらず、接地面積が狭く制動に利用できる力が小さい。特に二輪車は静止状態では自立が困難である。その他にも特有の性質により自動車一般とは異なる危険性を持っている。運転免許教習をはじめとする安全運転講習では、オートバイ特有の特性を理解して危険を自覚すれば、事故の確率を下げることができると指導されている。
乗員が車体構造によって覆われていないことは、衝突の際に乗員が直接対象物に衝突する危険性があるほか、車上から放り出された乗員が二重、三重の衝突に巻き込まれやすい。
二輪車は停車時に乗員が足で支える必要があり、停車中にバランスを崩して転倒し、事故に至る事例もある。走行中の二輪車はジャイロ効果によって自立しているが、速度が低いときはジャイロ効果が小さく不安定なため、ふらつきによる事故が発生する事例がある。比較的軽度のスリップでバランスを崩して転倒しやすく、高い速度で走行していて転倒する場合が多いことから、事故に至った場合は最も危険な転倒である。そのため、教習や講習では滑りやすい路面状況について特に指導している。スリップしやすい路面状況は次のようなものがある。
- 路面に飛散した砂、砂利、火山灰、水溜まり
- 板状の路上落下物
- 工事現場の路面に敷かれる鉄板や鉄製のマンホール蓋、側溝蓋、橋梁の継ぎ目（特に濡れていると極端に滑りやすい）
- 未舗装道路
- オイル類の飛散
- 路面標示

オートバイは他の交通に比べて車体が小さいことからオートバイの存在自体が見落とされやすい上、遠近感に錯覚を生じて実際よりも遠くにあると認識されたり、実際の速度より遅く感じられることが多い。交通渋滞の列の左側を直進するオートバイや交差点で直進中のオートバイと右折車両の衝突事故（いわゆる右直事故）の多くは相手車両の運転者がオートバイを見落したことによるものである。他にもオートバイの方が自動車よりも通行量が少ない、自動車と形状が違うなどの理由で相手車両の運転者が自動車にばかり気を取られやすくなるという理由で見落とされやすいのに加えて、特に夜間は、前照灯の照度が低い車種も多いことから、さらに見落とされやすくなる傾向にある。
一方で、自動車一般よりも天候の悪化が安全な運行に大きく影響を及ぼすことも特徴である。自動車一般は車両にワイパーや曇り止め装置を装備しているのが通常であるが、ヘルメットシールドやゴーグルでこれらを備えた製品は稀である。加えて夜間の雨天時は、シールドなどに付いた雨粒に対向車のライトが乱反射するため、視界が極めて悪くなる。あるいは、身体が濡れたり冷えたりすることで運転者の注意力や運動能力が低下して事故の危険性を増加する。
このほか、進路変更や追い越しの際のオートバイの機敏な動きを周囲の運転者が予測できないという点が事故原因の一つとして挙げられる事例や、渋滞のすり抜け中に停車車両がドアを開いて衝突する事例もある。

### 事故による外傷の特徴
衝突事故では乗員が投げ出されて対象物に直接衝突することが多く、頭部外傷による死亡が最も高い。ヘルメット着用が義務化されていなかった時代は、頭部外傷による死亡が6割を占め、現在の日本を含めて義務化された国・地域でも、依然として頭部の損傷は死亡原因の4割である。特に初心運転者ほど頭部（顔面を含む）の損傷によって死亡する率が高い。
次いで多いのが体幹の損傷による死亡であり、ことに胸部外傷による死亡が多い。Krausらの研究によると、一本の肋骨が2箇所以上骨折するとフレイルチェストと呼ばれる症状を起こして呼吸困難になったり、肋骨や胸骨の骨折により心停止時に有効な心臓マッサージをすることができない場合があるほか、折れた肋骨が胸郭内臓器や腹腔内臓器を傷つけられる危険性がある。例えば、肺を傷つけると緊張性気胸や開放性気胸を起こす。あるいは、心臓や大動脈を傷つければ失血性ショックによる死亡率が非常に高くなる。また、肝臓や脾臓を傷つけた場合も緊急の開腹手術が必要な重傷となる。このことから、同研究では、胸部プロテクターの普及を図ることを推奨している。
一方、四肢の外傷だけで死に至ることは少ないが（ただし大腿部の動脈などを損傷すると重篤となる場合がある）、膝や肘などは軽微な転倒でも骨折などの骨格傷害を負う場合が多い。

### 日本の事故統計
日本でのオートバイ利用者の増加とオートバイの性能の向上に伴い、1989年には2575人の死者が出るに及んだ。「第2次交通戦争」と言われた。社会的にもオートバイ事故への対策が注目されるようになり、様々な対策が打たれた結果、オートバイ事故による死亡者数は1989年以降減少し続け、2006年には1119人となった。（これは第2次交通戦争といわれた1989年（2575人）の半数以下、第1次交通戦争と言われた1964年（3762人）の3分の1以下である。）

### 社会的対策
オートバイによる事故では頭部への負傷する確率が高いことから、多くの国と地域では法規によって乗車中のヘルメット着用が義務づけられている。
被視認性を改善するために、多くの国ではエンジン始動中はオートバイのヘッドライトが点灯する構造であることを法規やメーカーの自主規制によって定めている。日本においても、1980年代から前照灯の昼間点灯が推奨されるようになった。これに応えて、ヘッドライトスイッチ廃止のメーカー自主規制が1993年より始まり、1998年に道路運送車両法により法規化された。
オートバイメーカーは、各社より安全なオートバイの実現を目指して開発を行っている。例えば、本田技研工業はオートバイにエアバッグを装備し、ドイツのBMWはオートバイにシートベルトを装備して、衝突時に乗員が空中にはね飛ばされることを抑止、あるいは低減できる車種を販売した。
オートバイ用品の改良も行われていて、例えば、ヘルメットは事故の際に頚椎にできるだけ力をかけずに脱がせられる手段を設け、ジャケットは革ツナギのほかにも新素材によるパッド付きのものや、エアバッグを内蔵したものが販売されている。肘、肩、膝のプロテクターは普及率が低く、胸部のプロテクターを着用しているユーザーはほとんどいなかったが、白バイ隊に配備されている物が民生発売されて認知度が上がりつつある。ヨーロッパではCEマークを取得しないと販売できず、モーターサイクル装具の基準として肩、前腕、肘、尻、脛用プロテクターのEN1621-1:1997、脊椎プロテクター用のEN1621-2:2003がある。それぞれで衝撃吸収力が規定されていて、EN1621-1:1997の場合が衝撃を30%吸収して7割軽減し、EN1621-2:2003の場合が衝撃を64%吸収して約3分の1に軽減するLevel1、衝撃を80%吸収して約5分の1に軽減するLevel2とされている。日本ではプロテクターの販売に規格はないが、全国二輪車用品連合会が独自の安全基準を作成することを発表した。また日本では2018年10月から発売されるバイクについて、ABS（アンチロック・ブレーキ・システム）が義務化された。
このほかにも、行政、オートバイのメーカーや業界団体、オートバイ雑誌などによってユーザーに対する啓発活動が行われている。オートバイ愛好家の団体にも、自主的なイベントなどを通じて啓発活動を行っているところがある。こういった活動には、単に「事故を起こさない」「事故に遭わない」といった予防策だけではなく、救護技術の習得などの対応策も含んだ講習を行う例もある。
日本脊髄基金の統計 (1990 - 1992) によると、日本の脊髄損傷事故の原因のうち、約14%がオートバイによる事故である（四輪事故は約20%）。死亡率は高くないものの、救急救命士や医師は頚椎の保護を重要視する。これは初め無症状であっても頚部を動かすことによって脊髄損傷を誘発し、重度の傷害を負ってしまうことがあるからである。

### 主なオートバイ専用の装備

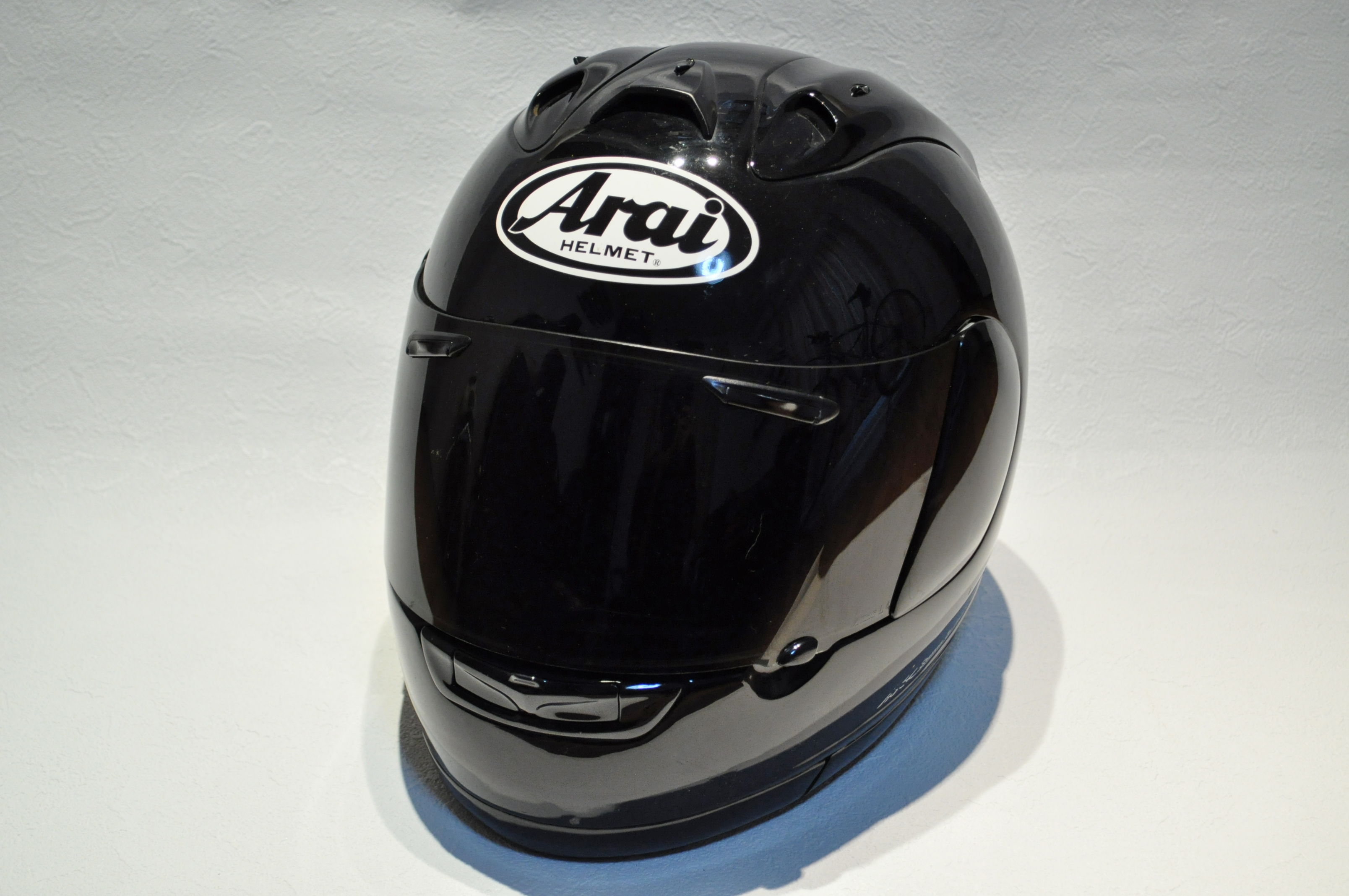
ヘルメット
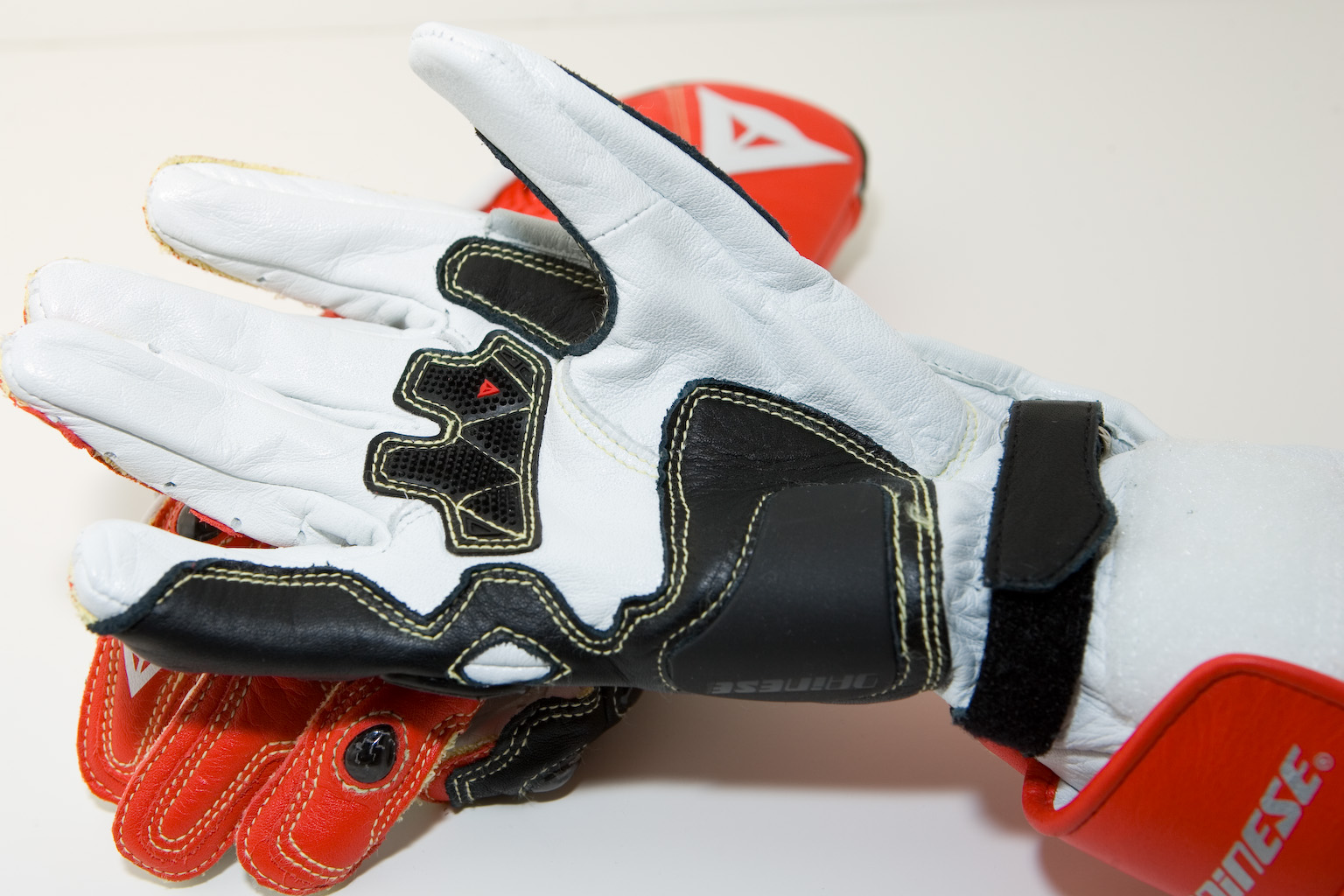
グローブ
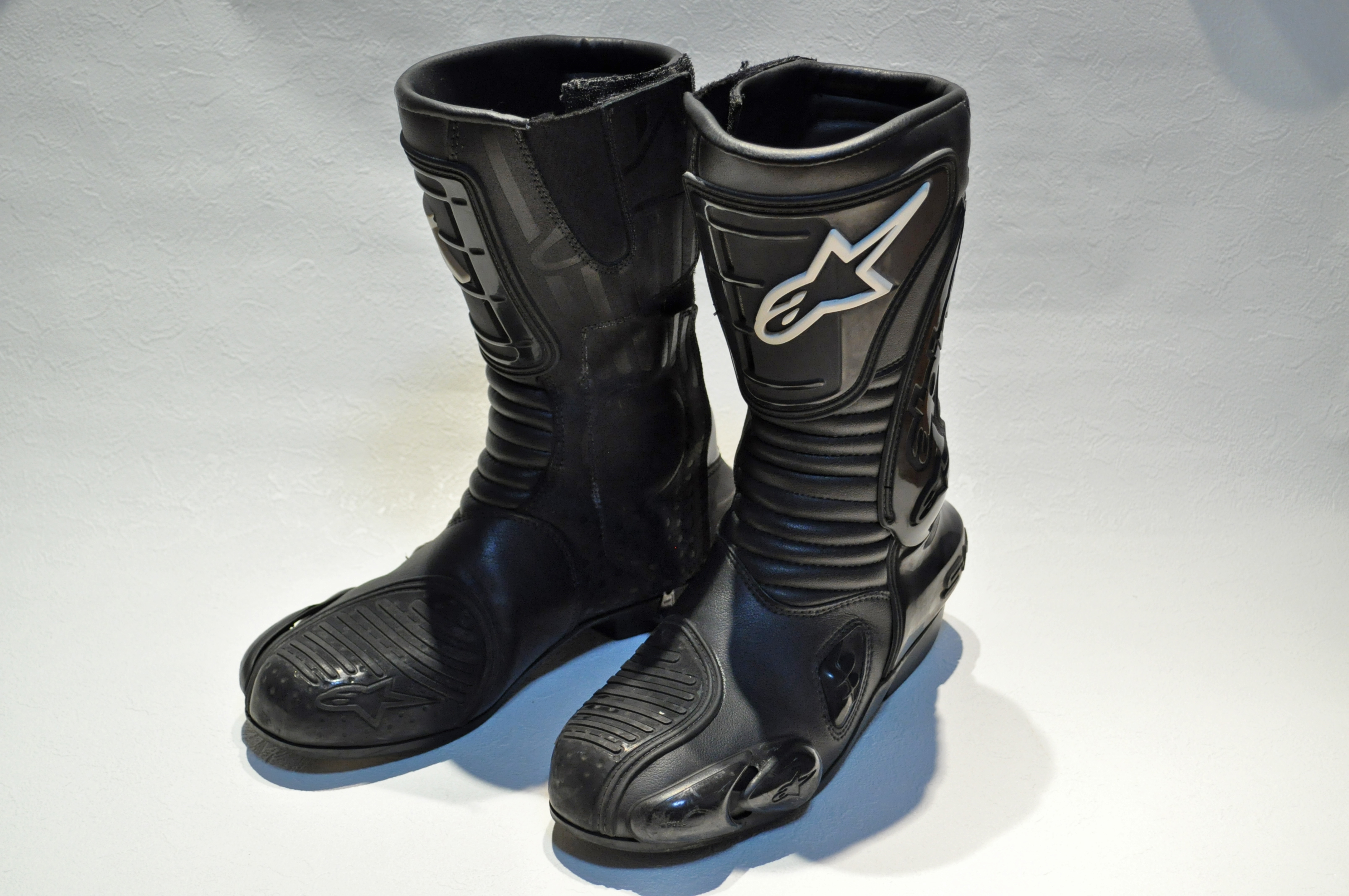
ブーツ
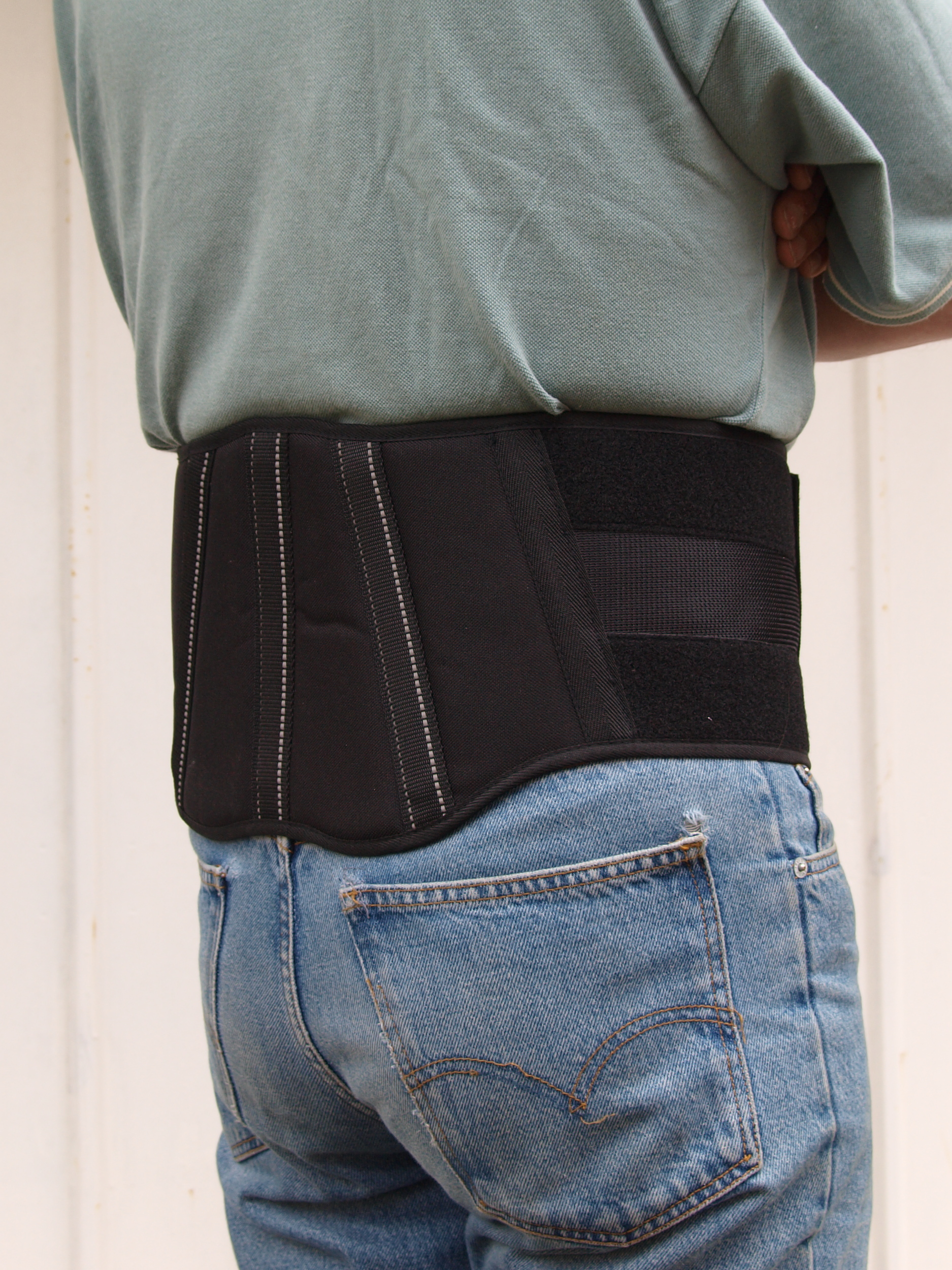
プロテクター
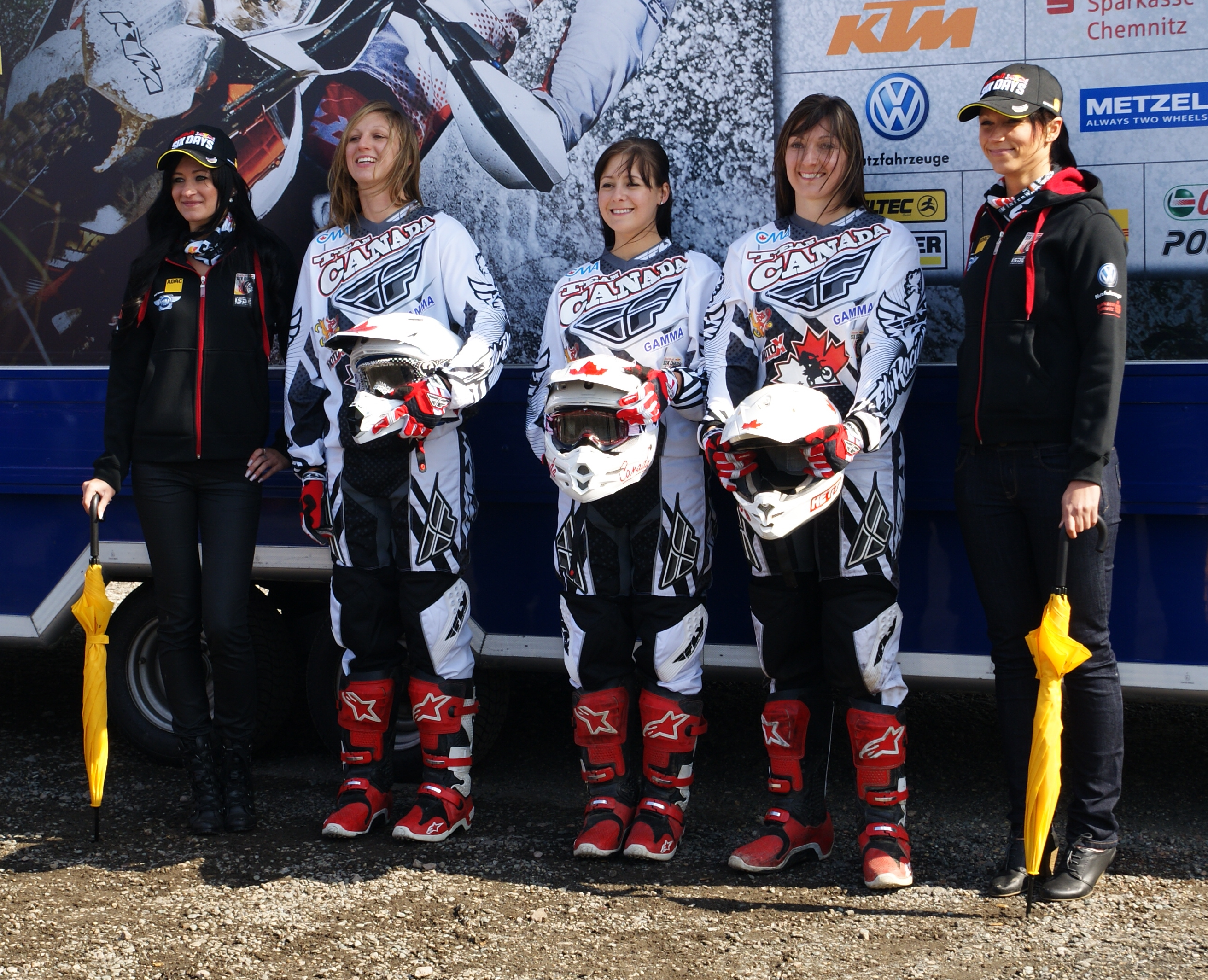
オフロード用の装備を身につけた女性ライダー

## 騒音
自動二輪車は、エンジンを高回転にする操作も多く、また愛好家の一部には、高回転のエンジン音を好む者もいる。
しかし住宅街道路などで高回転で甲高いエンジン音を発生させることは、愛好家でない人々にとっては苦痛となり問題視される（騒音問題）。
また、構造やマフラーの性能不足に起因して騒音が発生する場合がある。